# 范桥镇
范桥乡，是中华人民共和国安徽省六安市霍邱县下辖的一个乡镇级行政单位。

## 行政区划
范桥乡下辖以下地区：
戴店村、老楼村、倪庙村、王老庄村、龙头村、范桥村、万前村、刘庙村、顺和村、双元村和龙周村。